# Peter Ziesch
Jacob Peter Ziesch, sorbisch Jakub Pětr Cyž (* 17. September 1811 in Naußlitz; † 30. Januar 1882 ebenda) war ein sorbischer Politiker und Bauernführer aus Sachsen, der während der Revolutionen 1848/1849 in Erscheinung trat.

## Leben
Ziesch besaß das Erbrichtergut in seiner Heimatgemeinde Naußlitz und war wie bereits sein Vater vor Ort Gemeindevorstand und Erbrichter. Während der Märzrevolution gehörte er als einziger Sorbe der I. Kammer des Sächsischen Landtags an. Auf den Landtagen 1849 und Landtag 1849/50 vertrat er jeweils den 7., 8. und 9. Wahlbezirk. Ziesch wird den linken Kräften zugeordnet. Auch nach der Rückschlagung der Revolution blieb er politisch aktiv. Von 1857 bis 1862 war er stellvertretender Abgeordneter des 25. ländlichen Wahlbezirks in der II. Landtagskammer.
Im April 1846 hatte sich Ziesch bereits an der Gründungsversammlung der Maćica Serbska beteiligt. 1848 vertrat er auf Volksversammlungen die Interessen der Bauern auf den Ländereien des Klosters St. Marienstern. Er war Hauptinitiator der Versammlung am 29. Oktober 1848 in Marienbad bei Schmeckwitz, wo die Ralbitzer, Crostwitzer und Nebelschützer sorbischen Bauernvereine gegründet wurden, wobei er den Vorsitz des Ralbitzer Vereins übernahm. Im März 1849 brachte der Ralbitzer Bauernverein unter seiner Führung eine Petition in den Landtag ein.